# Ernesto Neto
Ernesto Saboia de Albuquerque Neto (Rio de Janeiro, 1964) is een Braziliaans conceptueel beeldhouwer en kunstschilder.

## Biografie
Ernesto Neto studeerde aan de Escola de Artes Visuais do Parque Lage in Rio de Janeiro in de jaren 1994 en 1997. Daarnaast was hij van 1994 tot 1996 van dienst in de Museu de Arte Moderna in São Paulo. 
Ernesto Neto woont en werkt tegenwoordig in Rio de Janeiro.

## Stijl
Ernesto Neto is bekend geworden vanwege zijn grootschalige installaties met amorfe vormen van synthetische stoffen, waarmee hij holtes en bollingen creëert. De installaties zijn een tussenvorm van beeldhouwkunst en architectuur; bezoekers kunnen erdoorheen lopen, erop klimmen en erin gaan liggen. Eind jaren tachtig combineerde hij harde materialen met zachte materialen in zijn werk. Sinds eind jaren negentig zijn zijn werken ruimtevullend, waarvoor hij gebruikmaakt van kunststof doeken.
Het werk van Ernesto Neto prikkelt alle zintuigen. "Voor mij zijn lichaam en geest één ding, altijd samen," aldus de kunstenaar.

## Tentoonstellingen
Neto's eerste tentoonstelling vond plaats in Schotland in 1988. De eerste overzichtstentoonstelling van Ernesto Neto, La lengua de Ernesto: retrospectiva 1987-2011, reisde in 2011 en 2013 in Mexico. Solo-tentoonstellingen zijn onder andere georganiseerd in het Guggenheim Museum (Bilbao) in Spanje (2013), in het Museum of Modern Art in New York (2010) en het Museum of Contemporary Art in Sydney, Australië (2002).
Werken van Ernesto Neto zijn onder andere verzameld in collecties van Museum of Modern Art in New York, Tate Gallery in Londen, Solomon R. Guggenheim Museum in New York, Museum Boijmans Van Beuningen in Rotterdam en Centre Pompidou in Parijs.
- Biblioteca Nacional de España: XX1619344
- Bibliothèque nationale de France: cb15512707r (data)
- CiNii: DA16867007
- Gemeinsame Normdatei: 122866045
- International Standard Name Identifier: 0000 0001 2283 2359
- Library of Congress Control Number: nr99023089
- Nationale Bibliotheek van Letland: 000327296
- National Gallery of Victoria: 26189
- Nationale Bibliotheek van Tsjechië: jo2012692783
- Nationale Bibliotheek van Israël: 987007354677405171
- Nederlandse Thesaurus van Auteursnamen: 297844164
- PIC: 298716
- RKD-Nederlands Instituut voor Kunstgeschiedenis: 239640
- SNAC: w6sn25gm
- Système universitaire de documentation: 079210678
- Union List of Artist Names: 500115078
- Virtual International Authority File: 96536753
- WorldCat: E39PBJycHtTC64qVRXXQqfMVmd